# ماريو ماتيو
ماريو ماتيو (بالإسبانية: Mario Mathieu)‏ هو دراج أرجنتيني، ولد في 19 يناير 1917 في بارانا، انتري ريوس في الأرجنتين، وتوفي بنفس المكان في 24 نوفمبر 1999.

## وصلات خارجية
- ماريو ماتيو على موقع أرشيف الدراجات (الإنجليزية)
- ماريو ماتيو على موقع إحصائيات الدراجات الإحترافية (الإنجليزية)
- ماريو ماتيو على موقع أوليمبيديا (الإنجليزية)